# Gérard Pamboujian
 (octobre 2016).

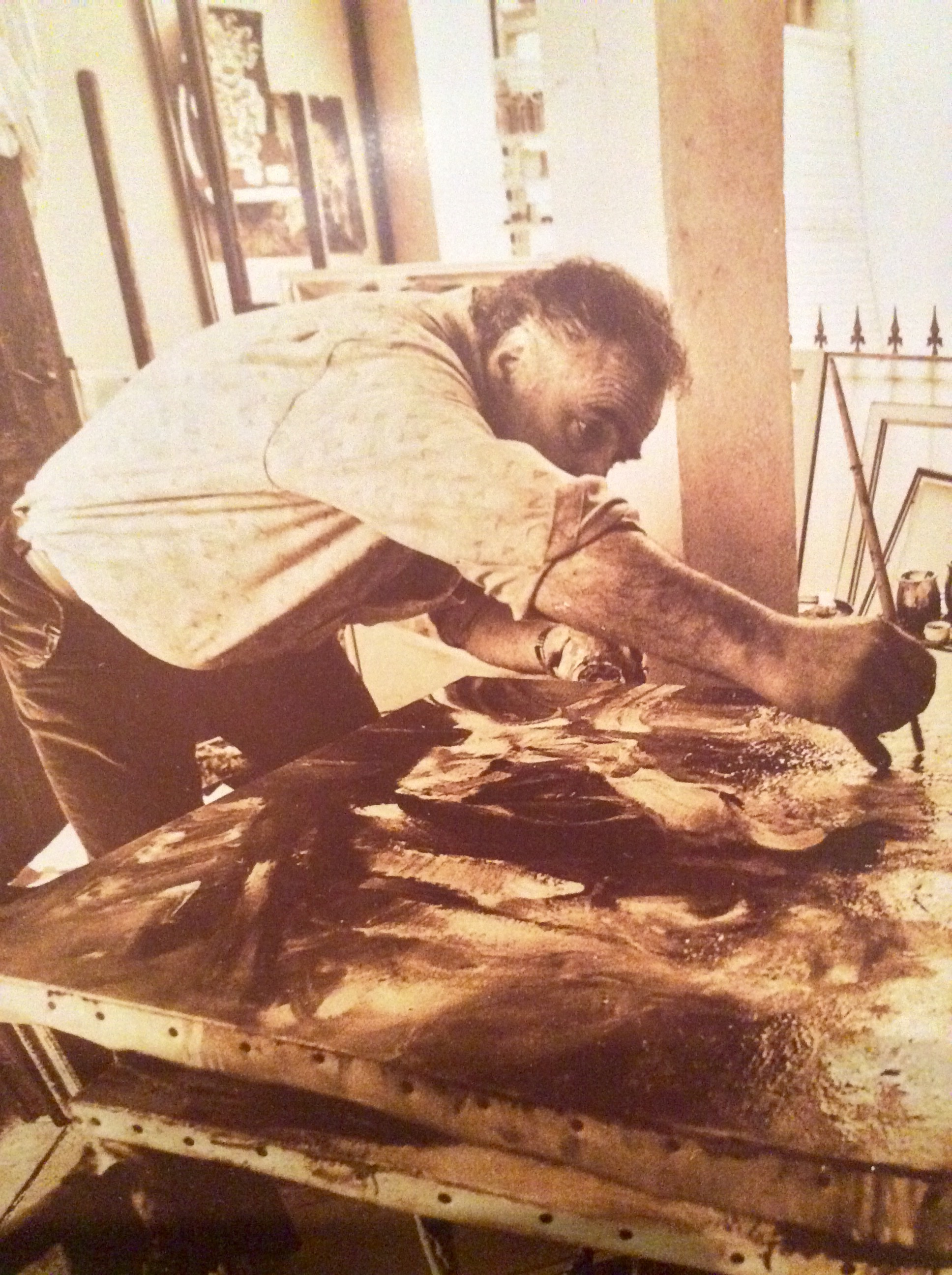

Gérard Pamboujian, né le 4 décembre 1941 à Toulon, est un artiste français d'origine arménienne, multi-disciplinaire. Essentiellement artiste-peintre, il pratique aussi le dessin et la sculpture.

## Biographie
Gérard Pamboujian naît le 4 décembre 1941 à Toulon. Il étudie à l'École des Beaux-Arts de Toulon et de Paris.
Il expose régulièrement en France, aux États-Unis, en Suisse et à Monaco[réf. souhaitée]. Il fait également partie de l'ACAM (Association culturelle arménienne de Marne-La-Vallée).

## Peintures
On peut classer les œuvres de Gérard Pamboujian en six catégories[Interprétation personnelle ?][réf. nécessaire] :

### Les arlésiennes
- Élégantes en Arles, huile sur toile 130 × 80 cm
- Confidences sous les Ombrages, huile sur toile 73 × 60 cm- Manadiers en Provence, huile sur toile 73 × 60 cm
- Liliane dans le théâtre de verdure, huile sur toile 73 × 60 cm (peinture en hommage à son épouse)

### Les nues
- Exhortation pieuse, huile sur toile 73 × 60 cm
- Femme nue devant le miroir, huile sur toile 45,5 × 38 cm
- Nu à la rose rouge 65 × 54 cm

### Les batailles navales et scènes de port
- Le Kent contre La Confiance , huile sur toile 81 × 65 cm
- Bataille de Gibraltar, huile sur toile 130 × 80 cm
- Le Port de Marseille, huile sur toile 119 × 59 cm

### Latauromachie
- Féria à Jerez, huile sur toile 73 × 60 cm
- Hommage à Marie Sara, huile sur toile 73 × 60 cm
- Féria Andalouse, huile sur toile 100 × 81 cm
- Veronica, huile sur toile 65 × 54 cm
- Hommage à Manolette, huile sur toile 140 × 116 cm

### Les scènes d'Afrique
- Chasse aux lions, huile sur toile 80 × 120 cm
- Cavaliers Berbères, huile sur toile 73 × 60 cm
- Cavaliers du désert, technique mixte sur papier 30 × 40 cm

### Les sujets historiques sur des grands formats
- Le Massacre des Arméniens, huile sur panneau 160 × 205 cm
- La Révolution française, triptyque huile sur toile 4,32 × 1,40 m
- La Bataille des pyramides, huile sur toile 113 × 193 cm qui a reçu la reconnaissance de ses pairs en 1973[réf. nécessaire]

### Autres œuvres
Gérard Pamboujian enfin réalise des œuvres d'art sur d'autres types de support :
- Dessins et encres de Chine
- Sculpture en association avec son fils David Pamboukjian

## Distinctions
- 1972 : 1er Prix de peinture de la Ville de Nice
- 1976 : 1er Prix de peinture de la Côte d'Azur
- 1976 : 1er Prix de peinture de la Ville de Deauville

## Expositions
- 1965 : Nice, Galerie Valgrand
- 1972 : Strasbourg, Galerie du Bain aux plantes
- 1976 : New-York, Galerie française Rockefeller
- 1981 : Gstaad, Galerie Palace
- 1983 : Toulouse, Galerie du Capitol
- 1984 : Paris, Espace Vendôme
- 1985 : Paris, Galerie Pittiglio
- 1987 : Saint Tropez, Nioulargue
- 1994 : Paris, Espace Beauveau
- 1994 : Paris, Matignon Fine Art
- 1995 : Beverly Hills, Galerie Rodéo
- 1998 : La Jolla, Galerie du monde, Los Angeles
- 1998 : Galerie Hermés, Lyon
- 2000 : Le Castellet, Galerie Saltiel
- 2001 : Cannes, Galerie Saltiel
- 2005 : Stephanie's Art Gallery & Picture Framing, Los Angeles[3]
- 2007 : Toulon Musée des arts asiatiques (année de l'Arménie)[4]
- 2011 : Nice, Galerie Princesse de Kiev[5]
- 2016 : Domaine Filhea à Hyères[6]

## Influence culturelle

### Filmographie
- 1985 : Inauguration de Canal+ Espace Vendôme
- 1986 : Les Chemins de la création, documentaire de Christian Pétron, production Cinémarine

- The Baroque Instinct - Part 1[7]
- The Baroque Instinct - Part 2[8]

### Acquisition par des musées
- Arménie : Musée d'art d'Erzeroum
- France : Musée d'art de Châteauroux